# Road Show (musical)
Road Show, noto anche con il titolo di Bounce, è un musical con colonna sonora di Stephen Sondheim e libretto di John Weidman. Il musical, frutto dell'ultima collaborazione di Sondheim con John Weidman dopo Pacific Overtures e Assassins, racconta la storia dei fratelli Addison e Wilson Mizner e della loro disperata ricerca del sogno americano: dalla corsa all'oro in Alaska al boom edilizio in Florida, i fratelli Mizner ripercorrono un brandello di storia statunitense per cogliere al balzo ("bounce", in inglese) la grane opportunità della loro vita. Scritto nel 1999 e più volte rimaneggiato fino al 2011, il musical è stato messo in scena in diverse occasioni e con titoli differenti (Wise Men, Bounce, Gold), senza mai raggiungere il successo.

## Trama
Alla morte di Addison Mizner nel 1933, le persone che lo hanno conosciuto - tra cui il suo ex amante Hollis Bessemer - parlano di lui e commentano su come Addison abbia sprecato il suo grande potenziale e i suoi talenti ("Waste"). Wilson, il minore dei fratelli Mizner, appare per parlare con Addison, che però rimprovera Wilson di essere la causa di tutti i suoi fallimenti. I due fratelli Mizner, entrambi morti, tornano indietro nel tempo, al capezzale del padre morente nella California dell'inizio del ventesimo secolo. Sul suo letto di morte, Papà Mizner sprona i figli a prendere il futuro dell'America nelle proprie mani, forgiando il Paese con i loro doni e talenti ("It's In Your Hands Now") e incoraggiandoli a seguire la strada giusta. La lunga malattia dell'uomo ha prosciugato le finanze della famiglia e Mamma Mizner incoraggia i figli a cercare il successo nella corsa all'oro in Alaska; Addison è riluttante, ma decide di seguire Wilson nel Klondike. Qui, i fratelli patiscono il freddo e la fame, consolandosi con i ricordi d'infanzia nel sacco a pelo che condividono per scaldarsi un po' ("Brotherly Love"). I due riescono effettivamente a trovare l'oro, ma Wilson lascia il fratello per andare a procurarsi dei viveri; raggiunta la cittadina più vicina, Wilson entra in un saloon e comincia a darsi al gioco d'azzardo, con orrore del fratello. Del gioco Wilson ama il rischio ancora più della vittoria ("The Game") e sceglie infatti di scommettere il giacimento d'oro che ha trovato con il fratello. Fortunatamente, Wilson vince la partita, la cui posta comprendeva lo stesso saloon in cui stava scommettendo. Addison è disgustato dal fratello, prende la sua parte della vincita e lascia il fratello, in cerca della propria fortuna altrove; l'ombra di Papà Mizner disapprova le azioni del figlio, affermando che il gioco d'azzardo non fosse quello che aveva in mente per loro.
In giro per il mondo, Addison intraprende diverse attività e fallisce in ognuna ("Addison's Trip"). Dopo aver terminato i soldi della vincita del fratello, ad Addison rimangono solo i molti souvenir accumulati durante i viaggi e gli viene l'idea di darsi all'architettura per creare una casa che possa ospitare i "tesori" accumulati. Dopo aver intrapreso l'attività di architetto, Addison riceve una visita del fratello: gli affari di Wilson in Alaska sono falliti e il cercatore d'oro si è rifugiato a Sud in cerca di Addison. Ancora una volta, Wilson ottiene del denaro con mezzi poco onesti: sposa la prima cliente di Addison, una vedova facoltosa di cui sperpera il patrimonio con investimenti poco oculati ("That Was A Year"). Nonostante la nuova bancarotta e la scarsa abilità nel gestire gli affari, Wilson è molto amato dai suoi conoscenti, che ne apprezzano la verve e spirito d'iniziativa. Anche Mamma Mizner, di cui Addison si prende cura, sembra preferire il figlio scapestrato: anche se non la viene mai a trovare, ma donna ama leggere delle sue (dis)avventure sui giornali, dato che la fanno sentire viva ("Isn't He Something!"). La donna spira tra le braccia di Addison, che butta fuori di casa il fratello quando arriva troppo tardi per dare l'addio alla madre morente che stravedeva per lui. 
Addison decide di trasferirsi in Florida per approfittare del boom edilizio che lo Stato del Sud sta attraversando: vuole progettare case per i ricchi abitanti di Palm Springs ("Land Boom!"). Sul treno per la Florida, Addison conosce e si innamora di Hollis Bessemer, il figlio di un industriale diseredato dal padre per essersi rifiutato di unirsi all'azienda di famiglia. Hollis infatti è un grande amante dell'arte e, non avendo alcun tipo di talento, vorrebbe fondare una colonia per artisti ed esserne il mecenate ("Talent"). Addison mostra alla zia di Hollis un progetto per una casa che la donna vorrebbe farsi costruire: la zia di Hollis si innamora dell'idea, assume Addison e decide di finanziare l'iniziativa del nipote. Hollis e Addisono, ora amanti, raggiungono il successo progettando eleganti e stravaganti case per ricchi ("You"), un lavoro che fanno volentieri anche perché sono profondamente innamorati l'uno dell'altro ("The Best Thing That Ever Has Happened"). Ancora una volta Wilson, malato e nuovamente in bancarotta, si presenta a casa del fratello ("The Game [Reprise]"). Mentre Addison lo cura, Wilson coinvolge Hollis in una nuova speculazione finanziaria. Wilson vuole costruire una nuova città a Boca Raton, un progetto che vuole finanziare insieme a Hollis con Addison come capo architetto ("Addison's City").
Il progetto è buono, ma la vena disonesta di Wilson riemerge velocemente e l'uomo comincia a coinvolgere investitore con promesse iperboliche e fraudolente, creando una vera e propria bolla speculativa ("Boca Raton"). Addison, per la prima volta vicino al successo e ai soldi, lascia correre finché Hollis non pone un freno e costrenge l'amante a scegliere tra lui e il fratello. Frustrato dal comportamento di Hollis, Addison lo allontana affermando di non averlo mai amato e di averlo usato solo per i suoi soldi e le sue amicizie. La rottura con Hollis è così dolorosa che Addison decide di interrompere anche ogni rapporto con il fratello ("Get Out"), anche se Wilson sostiene che Addison gli vuole troppo bene per fare una cosa del genere ("Go"). Addison sa che è così, ma decide comunque di estraniarsi dal fratello. Wilson se ne va per sempre o così crede: sul finale, i due fratelli Mizner si incontrano e realizzano di essere entrambi morti. Solo la morte li riesce a riavvinare, dissipando le preoccupazioni del quotidiano; Papà Mizner appare e rimprovera i figli per come hanno sprecato le loro vite, ma Addison e Wilson non sono interessati a quello che il padre ha da dire. Del resto, l'eterità che si trovano a fronteggiare è, secondo Wilson, la più grande delle opportunità e prima o poi lui ed Addison riusciranno a raggiungere il successo.

## La creazione del musical

### Il ruolo dei fratelli Mizner
Addison e Wilson Mizner morirono entrambi del 1933 e le loro vite avventurose attirarono da subito l'interesse di diversi scrittori, compositori e drammaturghi. Già nel 1952 Cleveland Amory propose una versione romanticizzata della vita dei Mizer in "The Last Resorts", mentre Irving Berlin - amico intimo di Addison - lavorò su un musical intitolato "The Mizner Story". Berlin non portò a termine il progetto, ma dopo che nel 1953 Alva Johnson pubblicò "The Legendary Mizner" (una biografia a tratti iperbolica ed esagerata dei fratelli Mizner) il compositore scrisse il musical "Wise Guy", che però non raggiunse mai le scene. Anche Stephen Sondheim rimase affascinato dai Mizner grazie al libro di Johnston, e cominciò a parlare con Oscar Hammerstein II della possibilità di portare la storia dei fratelli sulle scene. Nel 1956 il produttore David Merrick fece leggere a Sondheim il libretto che S. N. Behrman aveva scritto per il progetto di Irving Berlin e Sondheim accantonò l'idea, per poi riprenderla in mano quarant'anni più tardi.
Road Show non è una fedele biografia dei fratelli Mizner ma, come lo stesso Sondheim l'ha definita, una "biografia esagerata". Il musical si basa infatti più sull'iperbolico libro di Johnson che sui fatti reali, ingigantiti e modificati per esigenze sceniche e drammaturgiche; Widman e Sondheim infatti pensarono che lo stile un po' iperbolico di "The Legendary Mizner" e del loro musical rispecchiasse bene, se non in fatti, almeno lo stile con cui i fratelli Mizner avevano narrato le loro vite in sceneggiature ed autobiografie. Il personaggio di Hollis, per esempio, fu inventato. Addison era realmente omosessuale e nei primi workshop la parte di Hollis non era presente e i sentimenti del maggiore dei fratelli Mizner erano per Paris Singer (figlio di Isaac Singer); Singer ed Addison erano realmente amici, ma mai amanti e quando Weidman e Sondheim decisero di espandere il tema dell'omosessualità nel musical decisero di rimpiazzare Singer con un personaggio immaginario con cui potesse avere una relazione con Addison senza temere cause legali da parte degli eredi di Singer.
Il ruolo di Wilson nel fallimento economico a Boca Raton è stato incrementato per esigenze della trama e anche se è vero che fu brevemente sposato con una ricca ereditiera, la donna non fu mai una cliente di Addison. Anche i viaggi di Addison non si estesero per tutto il mondo come il musical suggerisce e la sua scelta di diventare un architetto per creare una casa apposta per i suoi souvenir è un'altra invenzione di Weidman. Le prime stesure del musical - Wise Guys e Bounce - erano più fedeli ai fatti reali delle vite dei Mizner ed includevano riferimenti anche agli altri fratelli di Addison e Wilson, la carriera di grande successo del padre ed il periodo newyorchese di Wilson; Weidman e Sondheim tuttavia decisero di concentrarsi sulle vite emotive dei personaggi, più che riempire lo show di "informazioni interessanti ed irrilevanti".

### Sviluppo e creazione
Una prima versione dello spettacolo fu messa in scena sotto forma di workshop a New York dall'ottobre al novembre 1999, prodotto da Scott Rudin, diretto da Sam Mendes e con un cast che comprendeva Nathan Lane (Addison), Victor Garber (Wilson), Michael C. Hall (Paris Singer) e Kevin Chamberlin, Christopher Fitzgerald, Nancy Opel e Brooks Ashmanskas in ruoli minori. Il musical, all'epoca intitolato Wise Guys, si rifaceva da un punto di vista della struttura allo spettacolo del vaudeville: lo show cominciava infatti con Addison e Wilson che cantavano la canzone che dà il titolo al musical e l'intero musical aveva uno stile più ironico e comico. Particolarmente influenti sotto questo punto di vista furono i film della serie "The Road goes..." di Bob Hope e Bing Crosby. Questa prima versione comprendeva numeri musicali successivamente eliminati: Mamma Mizner cantava la canzone "Brothers", Wilson seduceva la futura moglie con la canzone "Stay Right Where You Are" ed Addison cantava al fratello malato il brano "Make it Through the Night." Questa prima messa in scena comprendeva anche il personaggio di Paris Singer, successivamente sostituito con Hollis per parlare più liberamente dell'omosessualità di Addison. L'allestimento newyorchese del 1999 divenne anche oggetto di una contesa legale tra Rudin e gli autori, risoltasi solo nel 2002. Nel 2001 si tenne un nuovo workshop del musical, sempre con Nathan Lane e Victor Garber nei ruoli dei protagonista, questa volta intitolato Gold!.

## Brani musicali
- Waste –Compagnia
- It's in Your Hands Now – Papà
- Gold! – Compagnia
- Brotherly Love – Addison, Wilson
- The Game – Wilson
- Addison's Trip – Compagnia
- That Was a Year – Compagnia
- Isn't He Something! – Mamma
- Land Boom! – Compagnia
- Talent – Hollis
- You – Compagnia
- The Best Thing That Ever Has Happened – Addison, Hollis
- The Game (Reprise) – Wilson
- Addison's City – Addison, Hollis, Wilson
- Boca Raton – Compagnia
- Get Out – Addison
- Go – Wilson
- Finale – Addison, Wilson

## Produzioni principali
- New York, 1999: Victor Garber (Wilson), Nathan Lane (Addison), Kevin Chamberlin (Prospector), Michael C. Hall (Paris), William Parry (Papa Mizner), Christopher Fitzgerald (Reporter). Regia di Sam Mendes, con il titolo Wise Guys.
- Chicago, 2003: Richard Kind (Addison), Howard McGillin (Wilson), Gavin Creel (Hollis), Michele Pawk (Nellie). Regia di Harold Prince, con il titolo Bounce.
- New York, 2008: Michael Cerveris (Wilson), Alexander Gemignani (Addison), Claybourne Elder (Hollis), William Parry (Papa Mizner). Regia di John Doyle.
- Londra, 2011: David Bedella (Wilson), Michael Jibson (Addison), Jon Robyns (Hollis), Gillian Bevan (Mamma). Regia di John Doyle.
- Londra, 2016: Howard Jenkins (Addison), Andre Refig (Wilson), Steve Watts (Papà Mizner), Cathryn Sherman (Mamma Mizner), Joshua LeClaire (Hollis). Regia di Phil Willmott.
- New York, 2019: Brandon Uranowitz (Addison), Raúl Esparza (Wilson), Chuck Cooper (Papa Mizner), Mary Beth Peil (Mama Mizner), Jin Ha (Hollis). Regia di Will Davis.